# Eugène Goddyn
Eugène Goddyn (Brugge, 18 januari 1722 - ?, circa 1798) was meester-metselaar in Brugge.

## Levensloop
Eugène Goddyn was een zoon van meester-metselaar Pieter G. Goddyn. Hij werd gedoopt in de Onze-Lieve-Vrouwekerk. Zijn dooppeter was Hendrik Pulinx, de directeur van de stadswerken. Hij genoot zijn opleiding bij zijn vader en aan de Brugse kunstacademie.
Rond 1740 werd hij aanvaard als meester in het ambacht van de metselaars. In 1745 werd hij gouverneur van het ambacht van metselaars, steenhouwers en kasseiers. In 1747 was hij deken van het ambacht.
Op 25 februari 1745 trouwde hij in de Onze-Lieve-Vrouwekerk met Maria Pepers (°1725). Ze gingen wonen 'aan den Braamberg' (de huidige Vismarkt).
In de tweede helft van de achttiende eeuw werden heel wat monumentale classicistische gebouwen gerealiseerd door enkele aannemers, die ook soms samenwerkten, zoals meester-schrijnwerker Emmanuel van Speybrouck, plafonneur Johannes Van Sassenbrouck en aannemers Louis Feys senior en junior. Goddyn had een gelijknamige zoon, Eugène Goddyn junior (†1802), die bij het latere werk van zijn vader betrokken was.
Zowel de eigendom aan de Spiegelrei als in de Langestraat werden door Goddyn aangekocht. Hij trad er op als projectontwikkelaar door een nieuw gebouw op te trekken en het na voltooiing te koop aan te bieden.

## Rapporten
Goddyn kreeg een reputatie als goede vakman. Er werd dan ook vaak op hem beroep gedaan om een deskundig verslag uit te brengen over bepaalde gebouwen. Voorbeelden:
- In 1749 stelde Goddyn (samen met metselaar Feyts, steenhouwer E. Pieters en de timmerlieden Pieter Madere en Lodewijk Heldewijs) een verslag op voor de kerkmeesters van de Sint-Salvatorsparochie over de ruïneuze toestand waarin het noordelijk transeptraam van deze parochiekerk zich bevond. De herstelling werd vervolgens uitgevoerd naar een ontwerp van Hendrik Pulinx, kerkmeester van de Sint-Salvatorskerk.
- In 1781 stelde hij (samen met Emmanuel Van Speybroeuck) een rapport op over de bouwvallige toestand van de Waterhalle op de Markt.
- Het Brugse stadsarchief bewaart een door Eugeen Goddyn ondertekend plan van de Markt, met aanduiding van de plaatsing van de marktkramen.

## Werken
- Heilige Geeststraat 4, Hof van Pittem, bouwen van een tuinvlegel en aanpassen van de achtergevels aan de rococostijl (1759-1760). Het gebouw was in 1738 aangekocht door bisschop Hendrik Van Susteren, om er het bisschoppelijk seminarie in onder te brengen. De verbouwing gebeurde in opdracht van zijn opvolger, bisschop Jan-Robert Caïmo. Goddyn voerde de werken uit samen met meester-timmerman Emmanuel Van Speybrouck en stukadoor Joannes Van Sassenbrouck.
- Hoogstraat, Huis De Caese, gebouwd achter het landhuis van het Brugse Vrije (1765-1767), als ambtswoning voor de trezorier en griffier van het Brugse Vrije. Goddyn voerde de werken uit samen met meester-timmerman Pieter Madere, steenhouwer Pieter Bral en plafonneerder Joannes Van Sassebrouck.
- Spiegelrei, groot herenhuis, na het optrekken onmiddellijk verkocht aan de Engelse jezuïeten (1768). Goddyn was eigenaar van het 'Huis van Dranouter'. Het werd gesloopt, samen met drie andere huizen die eigendom waren van andere eigenaars, onder wie Peter Madere. In vervanging werd het groot nieuw herenhuis gebouwd door Goddyn, dat aan de Engelse jezuïeten werd verkocht, om er een college in op te richten.
- Langestraat, Huis de Lombard werd door Goddyn aangekocht. Deze notabele middeleeuwse woning die hij in 1767 aankocht, werd door hem gesloopt en in de volgende twintig jaar bouwde hij een aanzienlijk nieuw gebouw, dat hij, eenmaal voltooid, verkocht in 1787.
- Sint-Maartensplein 5. Samen met Emmanuel Van Speybrouck, bouwde Goddyn in 1778-1781, een aanzienlijk hotel voor het echtpaar François van Hamme de Stampaertshoucke en Marie Fourbisseur.